# 黃皓楠
黃皓楠（英語：Jack Wong Ho Nam；1993年10月22日—），人稱「皓楠哥」、「黃師傅」，前香港賽馬會所屬自由身騎師，曾跟隨練馬師徐雨石學藝，2022/2023年度馬季，黃皓楠決定於馬季完結後掛靴，結束在港9季的策騎生涯。他掛靴後轉任賽馬人才培訓中心旗下的高級教練。

## 經歷
黃皓楠於16歲加入香港賽馬會見習騎師學校，其後往紐西蘭實習，並以見習騎師身份於當地上陣443次，勝出36場頭馬。他在返港前跟隨隸屬蘇保羅弟弟蘇利雲馬房實習策騎，返港後則跟隨隸屬練馬師徐雨石馬房學藝。

### 2014/2015年度馬季
2015年2月8日，黃皓楠獲香港賽馬會發出見習騎師牌照，有效期是由2015年3月8日至2014-2015年馬季結束完畢，但他必須通過健康檢查方可出賽，並且在初期不可於跑馬地馬場賽事上陣。
2015年3月8日，黃皓楠首次以見習騎師身份在沙田馬場上陣，正式展開在香港的策騎事業。他於當日獲安排策騎「故事」、「創基寶」、「龍城動力」、「頌友」及「御鋒」共五匹坐騎。雖然黃皓楠首日上陣未能贏得頭馬，但仍交出不俗的成績，分別憑策騎「故事」取得一席第三名位置及「御鋒」取得一席第二名位置的成績。
2015年3月21日，黃皓楠於沙田馬場第六場賽事憑策騎「御鋒」，取得在港發展以來的首場頭馬勝仗。
2015年4月12日，黃皓楠於沙田馬場第三場賽事策騎「歡欣滿載」出賽，在受惠於負104磅超輕磅的優勢下，馬兒於比賽尾段直路上一湧而上，為他取得了個人第二場頭馬勝仗，而這場勝仗亦成為他在香港策騎以來的首場泥地頭馬勝仗。同日，黃皓楠於第十場西洋會挑戰盃賽事憑策騎「平天下」再度取勝而回，這場勝仗除了令他在港首度奪得盃賽錦標外，亦是他在港出賽以來首次「起孖」。
2015年5月16日，黃皓楠於沙田馬場第十場賽事憑策騎「控制者」，取得季內第四場勝仗外，亦是他首次勝出第一班賽事。
2015年5月28日，黃皓楠獲香港賽馬會受薪董事小組准許在跑馬地馬場策騎出賽，並可從同年6月3日起接受跑馬地賽事的策騎聘約。
2015年6月7日，黃皓楠於沙田馬場第二場賽事憑策騎其師傅徐雨石馬房的座騎「故事」取勝而回，師徒合作下首度凱旋而歸。同日，黃皓楠於第五場賽事憑策騎「麟轉乾坤」再下一城，取得個人季內的第七場頭馬勝仗。
2015年6月10日，黃皓楠於跑馬地馬場第一場賽事憑策騎「王將」，取得首場在跑馬地馬場的頭馬勝仗外，亦是其季內的第八場勝仗。
2015年8月29日，黃皓楠參加了在韓國首爾馬場舉行的亞洲見習騎師挑戰賽，在挑戰賽的四關賽事中，攻下尾關的新加坡賽馬公會錦標，合共取得四十二分而獲得亞軍。

### 2015/2016年度馬季
2015年12月19日，黃皓楠於沙田馬場第三場賽事憑策騎「創出商機」勝出其在港第20場頭馬，使他日後在一般讓磅賽事獲減至讓7磅優惠。
2016年3月9日，黃皓楠於跑馬地馬場第三場賽事憑策騎其師傅徐雨石馬房的座騎「駿瑪」，以114倍力壓大熱門由潘頓策騎的「紀利福星」，成為該季在跑馬地馬場最冷門的頭馬。

### 2016/2017年度馬季
2016年11月9日，黃皓楠於跑馬地馬場策騎「飛皇騰達」期間入直路前轉彎時懷疑坐騎失蹄，導致他被拋下墮馬，幸好他落地後仍然保持清醒。黃皓楠其後被送往瑪麗醫院作進一步檢查和治理，經檢查後發現他左腳腳眼骨裂，需要進行手術並鑲螺絲以固定受傷的地方，預計需要休養一段時間。至於「飛皇騰達」則因嚴重受傷而最終需要被人道毀滅。
2017年6月28日，黃皓楠於跑馬地馬場第六場賽事憑策騎「平天下」勝出其在港第45場頭馬，使他日後在一般讓磅賽事獲減至讓5磅優惠。

### 2017/2018年度馬季
2017年11月5日，黃皓楠於沙田馬場第九場賽事策騎「嘉福」期間，馬匹在轉入直路之際突然失蹄，頓時人仰馬翻，令他失重心倒地，期間更被「嘉福」壓住。黃皓楠其後被送往威爾斯親王醫院救治，幸好並沒大礙，不過他表示下背部感到痛楚，需留院觀察並暫停策騎一段時間養傷。至於「嘉福」則在檢驗後證實暴斃，並當場被人道毀滅。[7]
2018年5月16日，黃皓楠於跑馬地馬場先後憑策騎方嘉柏馬房的「自由旺」及其師傅徐雨石馬房的「好友益」取勝，加上在尾場賽事再憑策騎其師傅徐雨石馬房的「雷公鑿」跑入一席第三，結果當晚他累積28分，以4分之差壓過潘頓，個人首度封騎師王。
2018年6月10日，黃皓楠於沙田馬場第三場賽事憑策騎「洪荒駿駒」勝出其在港第70場頭馬，正式成為自由身騎師，使他日後在一般讓磅賽事獲減至讓3磅優惠。賽後，香港賽馬會賽馬事務執行總監夏定安於畢業禮上，頒發紀念銀碟予黃皓楠。

### 2019/2020年度馬季
2020年1月1日（元旦賽馬日），黃皓楠於沙田馬場第二場賽事憑策騎其師傅賀賢馬房的座騎「天賦威力」，以147倍大冷門勝出賽事，成為他個人策騎生涯中最冷門的頭馬。
2020年4月22日，黃皓楠於跑馬地馬場第六場賽事策騎「神期大帝」期間，馬匹在轉彎前踩到正在墮退的前駒「常山耆寶」之後蹄，令他失重心倒地。黃皓楠事後隨即被救護車送往醫院，馬會表示騎者情況穩定，人也保持清醒，但為穩陣計，馬會連隨把他送院作進一步檢驗治理。馬會首席醫療主任在4月23日早上匯報黃皓楠的傷勢，指他左腳及肋骨骨裂，預料可於當日稍後出院。
2020年5月13日，馬會首席醫療主任通知受薪董事小組，黃皓楠經休養現已無恙，適宜恢復策騎出賽。
2020年5月17日，黃皓楠康復後在沙田馬場上陣。

### 2020/2021年度馬季
2020/2021年度馬季，黃皓楠陷於苦戰，幾經努力但遲遲亦未能贏得季內首場頭馬。直至2021年5月8日，他在沙田馬場第八場賽事憑策騎呂健威馬房的「雙天至尊」以一放到底姿態勝出三班1650米泥地賽事，苦戰至季內第七十個賽馬日終於打開勝門。

### 2021/2022年度馬季
2022年1月1日，黃皓楠於沙田賽事第11場賽事策騎「胆大威猛」後左手腕受傷，令他需要一直暫停策騎至賽季完結以讓其左手腕康復。
2022年6月6日，黃皓楠、梁家俊和楊明綸較早前經面試及審批，已獲香港教育大學取錄成為首批香港賽馬會現役及退役騎師進修計劃的學生，於2022年9月起入讀健康教育（榮譽）學士學位課程。

### 2022/2023年度馬季
黃皓楠在左手腕受傷康復後一直欠缺支持，導致成績不斷下滑，令他近季皆處於苦戰。
2023年6月16日，馬會牌照委員會公布2023/2024年度馬季騎師牌照申請結果，他並不包括其中，意味他並沒有申請2023/2024年度騎師牌照，將於2022/2023年度馬季完結後結束在港九季的策騎生涯。
2023年6月18日，馬會公佈黃皓楠會於2023/2024年度馬季開始轉任賽馬人才培訓中心旗下的高級教練，為新見習學員傳授專業知識和提供訓練。
黃皓楠在港策騎合共勝出89場頭馬，其策騎生涯最後一場頭馬於2022年10月26日憑策騎伍鵬志馬房的「天足貓」取得。

## 主要勝出賽事
香港
- 西洋會挑戰盃 - (1) - 平天下 (2015)

- 蒲偉士碟 - (1) - 福爾摩斯 (2016)

- 香港交易所挑戰盃 - (1) - 追風追月 (2018)

- 香港馬主協會四十週年紀念錦標 - (1) - 萬事醒 (2018)

- 香港傷健策騎協會盃 - (1) - 歡樂一生 (2018)

## 在港策騎成績
| 年度        | 冠 | 亞  | 季  | 殿  | 第五 | 出賽次數 | 所贏獎金（港元） | 備註     |
| ----------- | -- | --- | --- | --- | ---- | -------- | ---------------- | -------- |
| 2014 - 2015 | 9  | 13  | 9   | 16  | 11   | 161      | $ 10,097,550     | 策騎首季 |
| 2015 - 2016 | 22 | 24  | 17  | 24  | 33   | 388      | $ 20,567,150     | 第2季    |
| 2016 - 2017 | 16 | 13  | 26  | 24  | 21   | 340      | $ 19,556,150     | 第3季    |
| 2017 - 2018 | 24 | 23  | 18  | 23  | 27   | 367      | $ 26,146,425     | 第4季    |
| 2018 - 2019 | 8  | 14  | 13  | 18  | 22   | 380      | $ 13,018,875     | 第5季    |
| 2019 - 2020 | 6  | 10  | 6   | 12  | 17   | 354      | $ 8,459,485      | 第6季    |
| 2020 - 2021 | 3  | 10  | 9   | 10  | 17   | 301      | $ 8,644,250      | 第7季    |
| 2021 - 2022 | 0  | 2   | 4   | 1   | 6    | 89       | $ 1,521,700      | 第8季    |
| 2022 - 2023 | 1  | 6   | 2   | 7   | 5    | 112      | $ 3,193,650      | 第9季    |
| 總計        | 89 | 115 | 104 | 135 | 159  | 2,492    | $ 111,205,235    |          |

## 在港策騎資料
|                      | 日期          | 賽事                            | 場地 | 馬場     | 馬名     | 練馬師 | 名次 | 獨贏賠率 |
| -------------------- | ------------- | ------------------------------- | ---- | -------- | -------- | ------ | ---- | -------- |
| 初出賽               | 2015年3月8日  | 第五班 - 1650米                 | 泥地 | 沙田馬場 | 故事     | 徐雨石 | 3    | 6.5      |
| 首勝利               | 2015年3月21日 | 第三班 - 1000米                 | 草地 | 沙田馬場 | 御鋒     | 蘇保羅 | 1    | 10       |
| 級際賽初出賽         | 2016年1月1日  | 三級賽 - 1400米（華商會挑戰盃） | 草地 | 沙田馬場 | 英勇大師 | 告東尼 | 12   | 179      |
| 級際賽首勝利         | —             | —                               | —    | —        | —        | —      | —    | —        |
| 一級賽初出賽         | —             | —                               | —    | —        | —        | —      | —    | —        |
| 一級賽首勝利         | —             | —                               | —    | —        | —        | —      | —    | —        |
| 四歲系列經典賽初出賽 | —             | —                               | —    | —        | —        | —      | —    | —        |
| 四歲系列經典賽首勝利 | —             | —                               | —    | —        | —        | —      | —    | —        |

## 外部連結
- 騎師資料 黃皓楠 （页面存档备份，存于）
- 見習騎師黃皓楠準備就緒迎接新挑戰 （页面存档备份，存于）
- 見習生黃皓楠下月可上陣
- 見習生黃皓楠周日披甲 （页面存档备份，存于）
- 黃皓楠力拒雷神打開勝門
- 黃皓楠首次起孖兼捧盃
- 見習騎師黃皓楠獲准在跑馬地策騎出賽 （页面存档备份，存于）